# Soleil Moon Frye
Soleil Moon Frye, född 6 augusti 1976 i Glendora, Kalifornien, är en amerikansk skådespelerska, regissör och manusförfattare. Hon började sin karriär som barnskådespelare vid två års ålder och fick som 8-åring rollen som Penelope "Punky" Brewster i NBC-serien Punky Brewster, vilken gick från september 1984 till mars 1986. Efter detta har Frye synts i olika filmer och TV-serier, däribland i Sabrina tonårshäxan, där hon spelar Sabrinas vän och rumskamrat Roxie King. Hon fortsatte spela denna roll fram tills serien lades ner i april 2003 och har därefter fortsatt sin skådespelarkarriär mest som röstskådespelerska.
Frye är sedan 1998 gift med film- och TV-producenten Jason Goldberg med vilken hon har fyra barn (två döttrar och två söner) ihop med. Hon har även skrivit och släppt en bok, Happy Chaos: From Punky to Parenting and My Perfectly Imperfect Adventures in Between. Hon är dotter till skådespelaren Virgil Frye samt halvsyster till Sean Frye och Meeno Peluce.